# 美馬市役所
美馬市役所（みましやくしょ）は、日本の地方公共団体である徳島県美馬市の執行機関としての事務を行う施設（役所）である。

## 沿革
- 2005年（平成17年） - 脇町・美馬町・穴吹町・木屋平村が合併し美馬市が誕生、旧穴吹町役場を新たに美馬市役所穴吹庁舎として設置。

## 本庁舎
位置
- 〒777-8577 徳島県美馬市穴吹町穴吹字九反地5番地

建物
- 北館：地上4階建て。
- 南館：地上3階建て。

## 支所等
| 支所                       | 位置                        | 備考           |
| -------------------------- | --------------------------- | -------------- |
| 脇町市民サービスセンター   | 美馬市脇町大字脇町1303番地3 | 旧脇町役場     |
| 美馬町市民サービスセンター | 美馬市美馬町字天神121番地   | 旧美馬町役場   |
| 木屋平総合支所             | 美馬市木屋平字川井161番地   | 旧木屋平村役場 |